# Ferdinando Boudard

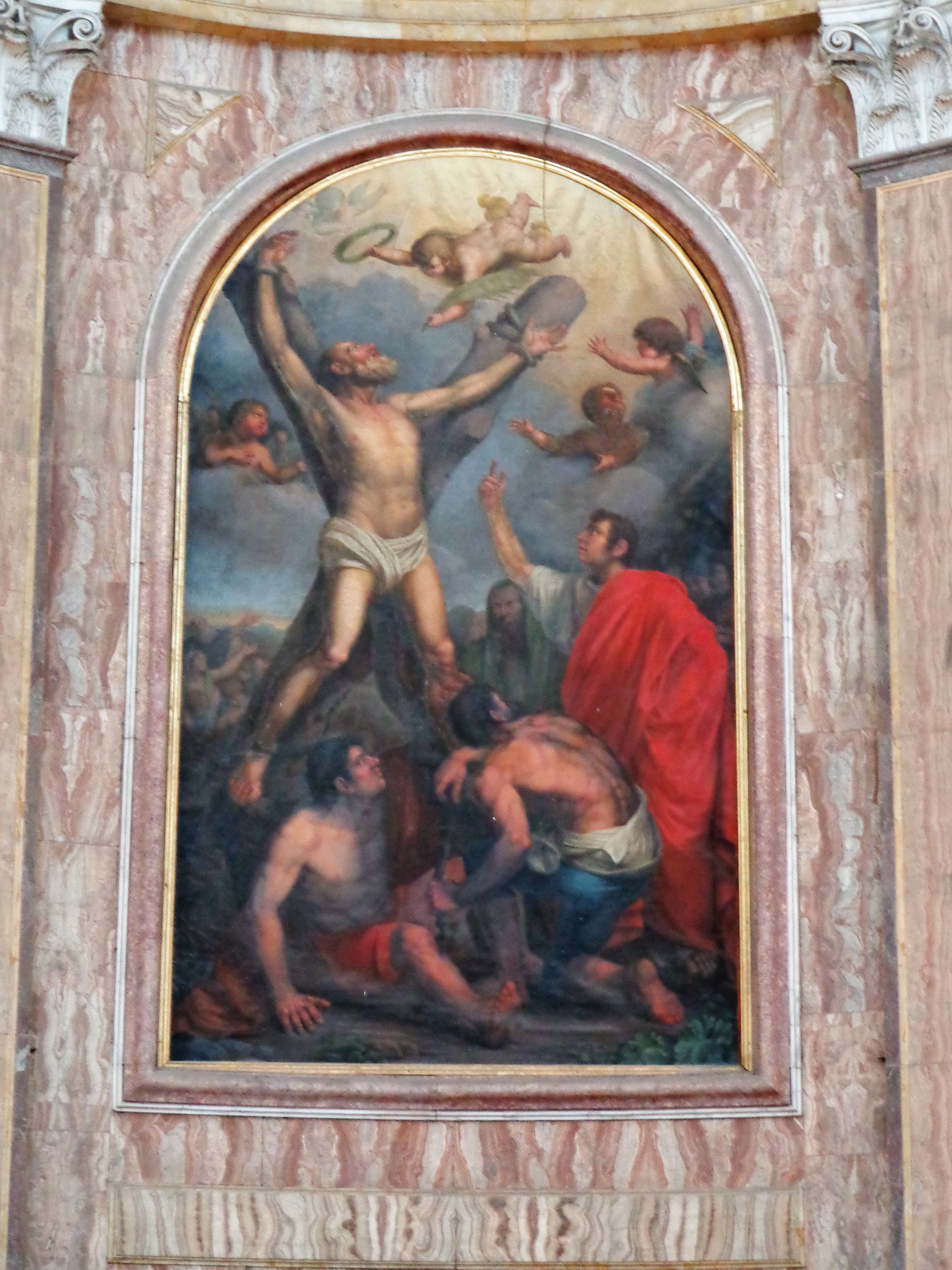
Martirio di Sant'Andrea, cappella eponima, chiesa di San Nicolò l'Arena di Catania.

Ferdinando Boudard (Parma, 26 agosto 1760 – Roma, 1825) è stato un pittore italiano.

## Biografia
Figlio dello scultore Jean-Baptiste e di Maria Giordani, studiò all'Accademia di Belle Arti di Parma, dove fu allievo di Antonio Bresciani. Nel 1779 ottenne il premio di composizione e l'anno seguente quello di disegno del nudo. Nel 1796 fu nominato accademico d'onore.
All'età di 21 anni si trasferì a Roma come stipendiato del Ducato di Parma. Conobbe e diventò amico di Giovanni Tebaldi. Secondo il De Boni dipinse per diverse chiese domenicane della Sicilia, ma gli è attribuita con certezza solo la tela Martirio di Sant'Andrea nella cappella di Sant'Andrea della chiesa di San Nicolò l'Arena a Catania.
Nei depositi della Galleria nazionale di Parma è conservato un suo dipinto eseguito a Roma, firmato e datato maggio 1794, rappresentante Luigi Cotti, un abate parmigiano.
Lo Scarabelli Zunti lo definisce un modesto pittore ma un buon restauratore, citando tra i suoi migliori restauri quello della Madonna con Bambino fra due angeli, di Francesco Francia, nella chiesa di San Giovanni Evangelista a Parma.